# Elezioni generali nel Regno Unito del 1987
Le elezioni generali nel Regno Unito del 1987 si tennero l'11 giugno e videro la vittoria del Partito Conservatore di Margaret Thatcher, che fu confermata Primo Ministro; nel 1990 fu sostituita da John Major, esponente dello stesso partito.

## Risultati
| Liste  | Liste                                  | Voti       | %    | Seggi |
| ------ | -------------------------------------- | ---------- | ---- | ----- |
|        | Partito Conservatore                   | 13.760.935 | 42,2 | 376   |
|        | Partito Laburista                      | 10.029.270 | 30,8 | 229   |
|        | Liberali                               | 7.341.651  | 22,6 | 22    |
|        | Partito Nazionale Scozzese             | 416.473    | 1,3  | 3     |
|        | Partito Unionista dell'Ulster          | 276.230    | 0,8  | 9     |
|        | Partito Social Democratico e Laburista | 154.067    | 0,5  | 3     |
|        | Plaid Cymru                            | 123.599    | 0,4  | 3     |
|        | Partito Verde                          | 89.753     | 0,3  | -     |
|        | Partito Unionista Democratico          | 85.642     | 0,3  | 3     |
|        | Sinn Féin                              | 83.389     | 0,3  | 1     |
|        | Altri                                  | 169.196    | 0,5  | 1     |
| Totale | Totale                                 | 32.530.204 | 100  | 650   |